# Бадаюн
Бадаюн (гінді बदायूँ) — місто на північному заході центральної частини індійського штату Уттар-Прадеш. Є адміністративним центром однойменного округу.

## Географія
Місто розташовано біля річки Ганг, за 42 км від міста Барелі, за 175 км від Агри, за 220 км від Делі й за 298 км від Лакхнау.

## Демографія
За даними 2013 року чисельність населення становила 185 918 осіб. Індуїсти складали 51 % населення міста, мусульмани — 46 %, джайни — 1,7 %, представники інших релігій — 1,3 %. Найпоширеніші мови Бадаюна — гінді й урду.
Динаміка чисельності населення міста за роками:
| 1991    | 2001    | 2011    | 2013    |
| ------- | ------- | ------- | ------- |
| 116 695 | 148 029 | 159 221 | 185 918 |

## Відомі уродженці
У Бадаюні народився Нізамуддін Аулія — один з найбільш значущих суфійських святих з ордену Чішті.